# هناء نغوي
هناء حسين نغوي  (3 مارس 1971 - )، أستاذة هندسة مدنية أردنيه من أصول شركسية.
أصبحت نغوي أول سيدة تحصل درجة الأستاذية في الهندسة المدنية في الأردن وذلك في 14 كتوبر 2019. جامعة لويزيانا الحكومية على موقعها أشارت إلى أن نغوي «صنعت التاريخ». كما كانت نغوي أول سيدة تحصل على الإستاذية في جميع فروع الهندسة ضمن الجامعة الأردنية  وذلك بعد عملها في التدريس الجامعي لمده تسع سنوات.
نشرت العديد من الأبحاث العلمية في مجلات عالمية محكمة، وقدمت الكثير من المستجدات في هندسة الطرق والمرور/النقل في المؤتمرات الدولية.

## حياتها المبكره والتعليم
ولدت نغوي في مدينة عمان، وهي الابنة الصغرى من بين أربعة أبناء (مازن، محمد، عبد الرحمن وهناء) ضمن عائلتها. والدها هو حسين عبد الرحمن نغوي من أصول شركسية، وقد شغل العديد من المواقع في عده دوائر حكومية مثل ديوان المحاسبة ووزارة المالية والجمارك. والدتها هي رسمية حامد الشخشير من أصول فلسطينية
تخرجت نغوي من المدرسة الثانوية متفوقة في مادتي الفيزياء والرياضيات وانتظمت كطالبة هندسة مدنية في كلية الهندسة في الجامعة الأردنية. حصلت على شهادة البكالوريوس عام 1994  حيث كانت قد عملت على تصميم طريق الفحيص الالتفافي كجزء من مشروع تخرجها. وحصلت على الماجستير عام 1997  أثناء عملها مهندسة موقع في مكاتب هندسية محلية وباحثة مساعدة في وزارة النقل، شاركت نغوي بتقيم شامل لمستوى خدمة النقل العام في العاصمة عمان، حيث ساعدت أطروحتها (بالإنجليزية: Effects of Vehicle Type on Traffic Flow Characteristics at Intersections)‏ على سنّ بعض المبادئ التوجيهية للحركة المرورية والتخفيف من أزمات السير. وقد كانت أول من حسب قيمة مكافئ سيارة الركوب في الأردن (بالإنجليزية: Passenger car equivalent)‏. بعد تخرجها من الجامعة بتقدير ممتاز وحصولها على درجة الماجستير، أمضت نغوي 8 سنوات في العمل الفني كمهندسة طرق ومرور وتنقلت بين الجمعية العلمية الملكية وأمانة عمان الكبرى وأرابتك جردانية للاستشارات الهندسية والمعمارية. خلال هذه الفترة اكتسبت نغوي الخبرة العملية في تخصصها في الهندسة المدنية وتحديداً في هندسه النقل.

## المجال الأكاديمي
عام 2005 انضمت نغوي بصفة محاضر متفرغ إلى جامعة الإسراء، ومن ثم حصلت على منحة دراسية للالتحاق ببرنامج الدكتوراه من جامعة لويزيانا الحكومية في الولايات المتحدة في عام 2007. لتحصل عام 2010 على درجة الدكتوراه بعد عملها على أطروحتها بعنوان (بالإنجليزية: Transit-Based Emergency Evacuation Modeling with Microscopic Simulation)‏ والتي ساهمت في تطوير خطط للإخلاء الجماعي باستعمال وسائط النقل العام لمساعده الأشخاص الذين لا يمتلكون مركبات خاصة في حالات الطوارئ، كأولى المحاولات في الولايات المتحدة الأمريكية، وذلك بعد أن لقي أكثر من 1500 شخص حتفهم نتيجة عدم امتلاكهم لمركبات خاصة خلال إعصار كاترينا في نيو أولينز وعدم وجود خطط لإخلائهم. عام 2010 التحقت بصفة محاضر متفرغ بقسم الهندسة المدنية في الجامعة الأردنية، وأصبحت أستاذاً مساعداً في عام 2012 ثم أستاذاً مشاركاً في عام 2015 إلى أن نالت لقب أستاذ في عام 2019. بذلك أصبحت أول أنثى تحصل على درجة الأستاذية العلمية في الهندسة في الجامعة الأردنية، وأول من حصلت على درجة أستاذ في الهندسة المدنية على مستوى المملكة الأردنيه الهاشمية.

## وصلات خارجية
- صفحة نغوي في الجامعة الأردنية
- صفحة نغوي على جوجل سكولر